# Sébécourt
Sébécourt és un municipi francès situat al departament de l'Eure i a la regió de Normandia. L'any 2007 tenia 367 habitants.

## Demografia

### Població
El 2007 la població de fet de Sébécourt era de 367 persones. Hi havia 138 famílies de les quals 27 eren unipersonals (17 homes vivint sols i 10 dones vivint soles), 31 parelles sense fills, 63 parelles amb fills i 17 famílies monoparentals amb fills.
La població ha evolucionat segons el següent gràfic:
Habitants censats

### Habitatges
El 2007 hi havia 184 habitatges, 139 eren l'habitatge principal de la família, 35 eren segones residències i 9 estaven desocupats. 180 eren cases i 3 eren apartaments. Dels 139 habitatges principals, 108 estaven ocupats pels seus propietaris, 25 estaven llogats i ocupats pels llogaters i 5 estaven cedits a títol gratuït; 7 tenien dues cambres, 30 en tenien tres, 35 en tenien quatre i 67 en tenien cinc o més. 104 habitatges disposaven pel capbaix d'una plaça de pàrquing. A 45 habitatges hi havia un automòbil i a 86 n'hi havia dos o més.

### Piràmide de població
La piràmide de població per edats i sexe el 2009 era:
| Homes | Edats   | Dones |
| ----- | ------- | ----- |
| 0     | 95 o +  | 0     |
| 0     | 90 a 94 | 4     |
| 0     | 85 a 89 | 0     |
| 0     | 80 a 84 | 0     |
| 4     | 75 a 79 | 4     |
| 4     | 70 a 74 | 8     |
| 8     | 65 a 69 | 12    |
| 20    | 60 a 64 | 16    |
| 4     | 55 a 59 | 12    |
| 8     | 50 a 54 | 8     |
| 8     | 45 a 49 | 16    |
| 16    | 40 a 44 | 8     |
| 24    | 35 a 39 | 12    |
| 0     | 30 a 34 | 8     |
| 4     | 25 a 29 | 4     |
| 8     | 20 a 24 | 12    |
| 16    | 15 a 19 | 12    |
| 16    | 10 a 14 | 8     |
| 24    | 5 a 9   | 8     |
| 0     | 0 a 4   | 0     |

## Economia
El 2007 la població en edat de treballar era de 244 persones, 192 eren actives i 52 eren inactives. De les 192 persones actives 175 estaven ocupades (101 homes i 74 dones) i 17 estaven aturades (7 homes i 10 dones). De les 52 persones inactives 17 estaven jubilades, 12 estaven estudiant i 23 estaven classificades com a «altres inactius».

### Ingressos
El 2009 a Sébécourt hi havia 155 unitats fiscals que integraven 414,5 persones, la mediana anual d'ingressos fiscals per persona era de 16.961 €.

### Activitats econòmiques
Dels 6 establiments que hi havia el 2007, 3 eren d'empreses de construcció, 2 d'empreses de comerç i reparació d'automòbils i 1 d'una empresa de serveis.
Dels 3 establiments de servei als particulars que hi havia el 2009, 2 eren paletes i 1 guixaire pintor.
L'any 2000 a Sébécourt hi havia 4 explotacions agrícoles.

## Equipaments sanitaris i escolars
El 2009 hi havia una escola elemental integrada dins d'un grup escolar amb les comunes properes formant una escola dispersa.

## Poblacions més properes
El següent diagrama mostra les poblacions més properes.